# Florindo
Florindo (títol original en alemany, en català Florindo), Händel-Werke-Verzeichnis 3, és una obra dramaticomusical en tres actes composta  per Georg Friedrich Händel sobre un llibret en alemany d'Hinrich Hinsch. Es va estrenar el gener 1708 a l'Hamburgische Staatsoper d'Hamburg-Mitte.

## Creació i llibret
La doble òpera Florindo i Daphne (a Hamburg les òperes sempre eren anunciades com a Singspiel) es van escriure a la primavera de 1706, encara per encàrrec de Reinhard Keiser. Tanmateix, l'obra no es va realitzar en aquest moment. Les turbulències polítiques i el canvi de llogaters del Teatre Gänsemarkt van fer que les òperes no s'incloguessin al programa fins al gener de 1708 sota la direcció de Johann Heinrich Sauerbrey, que s'havia fet càrrec del negoci de l'òpera juntament amb el cantant Johann Konrad Dreyer i el cònsol Reinhold Brockelmann. L'antiga direcció, formada per Keizer i el dramaturg Drüsicke, va haver de renunciar el setembre de 1706. Hi ha opinions contradictòries sobre si les òperes The Happy Florindo i The Transformed Daphne estaven pensades originalment per a una nit i després es van dividir en dues vetllades perquè eren massa llargues, o si el pla preveia des del principi dues seccions independents, és a dir, dues òperes, amb tres actes cadascun. El prefaci del llibret de Florindo (vegeu més avall) suggereix el primer cas, però hi ha alguns dubtes al respecte: l'investigador de Händel, Friedrich Chrysander va interpretar l'observació del prefaci que la música havia "trigat massa" per significar que Händel va treballar massa i han escrit àries massa llargues. Tanmateix, el llibret mostra àries i conjunts concentrats, sovint fins i tot breus. Els 55 números musicals que Händel posarà en música a Florindo són la quantitat normal d'una òpera alemanya de l'època. Els 100 números musicals d'aleshores juntament amb Daphne no s'haurien esperat del públic en una nit per Händel, que era jove però gens inexpert en teatre. Per tant, es pot suposar que l'obra estava pensada per ser representada en dos vespres des del principi, o almenys després d'acabar el llibret. Aquest procediment era força habitual a l'escenari d'Hamburg. Només els anys 1701 i 1702 es van representar tres òperes dobles de Reinhard Keizer amb temes sobre Störtebecker, Odisseu i Orfeu. Totes eren obres de llarga durada en tres actes.
Pel que sembla, el poeta Hinrich Hinsch va utilitzar un text d'òpera italiana com a plantilla per a la seva adaptació alemanya del material, que encara no s'ha identificat. S'han conservat diverses àries, que es van cantar en l'idioma original a les representacions d'Hamburg. Hinsch va tenir l'oportunitat perquè el primer llibretista de Händel, Friedrich Christian Feustking, l'autor dels textos per a Almira i Neró (tots dos el 1705), va ser sospitat de tenir diverses relacions amoroses i va haver de marxar d'Hamburg.
Després de compondre l'òpera doble, Händel es va dedicar a ensenyar a Hamburg, estudiant les obres dels seus col·legues (entre altres coses va fer una còpia completa de lOctavia de Keiser, que va portar amb ell a Itàlia) i es va preparar per marxar cap a Itàlia. Probablement va deixar Hamburg l'estiu de 1706 i mai va escoltar la seva òpera doble. La direcció musical de les estrenes va estar molt probablement en mans de Christoph Graupner, que va ser clavecinista i director de l'Òpera d'Hamburg entre 1705 i 1709.
L'estrena de Florindo va tenir lloc el gener de 1708, quan Händel ja havia escrit la seva primera òpera italiana, Rodrigo, a Itàlia i ja l'havia estrenada.

## Elenc de l'estrena
- Daphne - Anna-Margaretha Conradi, anomenada "Conradine" (soprano) (?)
- Florindo – Johann Konrad Dreyer (tenor) (?)
- altre repartiment: desconegut.[5]

## Argument
Antecedents històrics i literaris
En el primer llibre de les Metamorfosis, Ovidi explica la història de la nimfa Dafne, que s'escapa de la importunitat de Febe (Apol·ló) fent que el seu pare la transformi en un llorer. Aquests dos personatges i Cupido provenen del mite, tots els altres personatges de les òperes són ficticis.
| « | "L'aigua del diluvi deucaliònic ja havia caigut i la terra, assecada pels raigs del sol, ja començava a portar tota mena d'animals/ així com moltes herbes i flors/ quan a Tessàlia un gran i enorme drac / anomenat un pitó / va sortir va néixer del fang de la terra/ que contagiava el paisatge amb el seu alè verinós/ i feia malbé els camps del voltant; Febus va atacar el mateix monstre amb el seu arc i les seves fletxes/ va matar el mateix afortunadament/ i va alliberar el país assetjat de la temuda fatalitat; Llavors van ordenar al seu salvador que degués el seu agraïment una festa / anomenada Pythia pel drac assassinat / i en ella honraven Febus pel seu benefici / amb totes les mostres d'alegria imaginables. Sobre aquesta feliç victòria Febus es va fer altiu/ que menyspreava l'arc i la fletxa de Cupido/ en contraposició a les seves armes/ i li va treure la victòria sobre el drac/ del poder/ de l'amor que només venç els cors suaus i femenins/: quina desgràcia. a ell doncs venjàveu Cupido li va anar tan fort/ que va agafar dues fletxes/ una de punta daurada/ que va encendre els cors colpejats amb ella a un amor fervent/ i una amb un projectil de plom/ que va omplir el pit ferit d'odi amarg/; Amb la primera fletxa va colpejar el pit de Febo/ i li va incendiar amb una luxúria violenta contra Dafne, la preciosa filla del déu de l'aigua Pineu/ i així va despertar en ella un desig insaciable/ de connectar-se amb aquesta nimfa molt estimada; El mateix, però, va ser colpejat per la fletxa de Bley/ i no només per això no va sentir cap inclinació cap a Phoebus, sinó que va fugir de la seva presència/ i no es va poder persuadir amb l'adulació/ni amb promeses/ cap a cap contraacord. Però quan Febus era turmentat diàriament pel desig acalorat/ de veure alegrement els seus fervorosos desitjos/ es va afanyar després de la Dafne que fugia en un bosc/ i va intentar portar-la per força al seu palau/ ella també s'havia apropat/ com l'espantada. / i la nimfa que estava en extrema desesperació/ va cridar al seu pare Pineu per demanar ajuda i salvació/ que no li va negar el seu ajut/ sinó que la va transformar en un llorer. Com Phœbus va veure boig el seu propòsit/ i el bell botí/ que creia que ja havia agafat/ li van robar tan inesperadament de les mans; No obstant això, l'amor no va voler netejar el seu cor tendre/ el va tornar a l'arbre transformat/ i com que abans estava acostumat a fer un nabiu de qualsevol fulla/ va escollir el llorer per a aquest adorn/ i el va coronar ell mateix i els seus devots. admiradors amb branques de llorer. Aquest poema didàctic i significatiu, escrit per Ovidi en el seu primer llibre de metamorfosis/ ens ha donat l'oportunitat per al present Sing-Spiel/ per l'embelliment del qual probablement es va escriure poesia/ que Dafne, abans que Febo en ella, per venjança de Cupido caigués. enamorat/ ja de Florindo, fill del déu de l'aigua Enifeu/ connectat/ i va conrear un amor mutu: Florindo, en canvi, era estimat en secret i generosament per la noble nimfa Alfirena/ però fou buscat amb astucia per Lycoris; Lycoris, en canvi, era tan estimat pel dimoni/ que va perdre el cap una estona/ però després/ ja que Lycoris l'alimentava al principi amb falses esperances/ però després es va divertir amb el veritable amor a canvi/ va aconseguir el mateix completament de nou; Igual que aleshores la magnànima Alfirena, com les Dafnes es va transformar/ i Florindo va ser alliberat dels seus vots amorosos i matrimonials/ va rebre la recompensa de la seva noble lleialtat/ i va estar connectat amb el seu Florindo. Però com que l'excel·lent música amb què adorna aquesta òpera/ és una mica llarga/ i vol fer creuar els espectadors/ es va considerar necessari dividir tota l'obra en dues parts; el primer dels quals presenta la festa de Pythia celebrada en honor d'Apol·lo, i el compromís de Florindo amb Dafne que va tenir lloc el mateix dia; i així va obtenir el nom del feliç FLORINDO d'aquest acte més noble; L'altra part representarà la tossuderia de Daphne cap a l'amor de Phoebus/ així com el seu fàstic sentit per tot amor/ i finalment la seva transformació en un arbre de llorer/ i d'aquí rebrà el nom de DAPHNE transformada". | » |

– Hinrich Hinsch: Pròleg a The Happy Florindo. Hamburg 1708.

## Primer acte

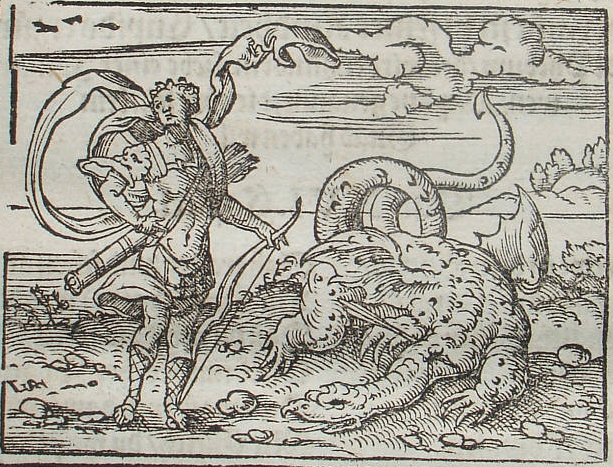
Apol·lo mata el pitó (Virgil Solis)

El festival d'acció de gràcies en honor al déu Febus (Apol·lo) té lloc en un paisatge preciós. Això ha matat el cruel drac Python. Cupido també apareix al festival, i quan Phoebus es burla d'ell, jura venjança.
Daphne, l'amant de Florindo i que ja li havia promès, coneix Febus a la principi de la festa, i el fill de Zeus s'enamora de la filla del déu del riu Pineu.
Alfirena canta sobre el seu amor infeliç per en Florindo, que ja està agafat. Mentrestant, es troba amb la seva núvia per a una sessió d'amor, i tots dos decideixen organitzar el casament avui.
La nimfa Lycoris, que també està enamorada de Florindo, és al seu torn adorada pel pastor Damon. Però es corteixen mútuament i es dediquen als seus respectius mals d'amor. Així acaba el primer acte amb dos malalts d'amor que no es poden consolar.

## Segona acte
En trobar-se l'Enifeu i el Pineu, Daphne i Florindo demanen amb èxit als seus pares Pineus i Enifeu el consentiment per al seu matrimoni.
Quan en Florindo torna a estar sol, Lycoris intenta apropar-s'hi. Però ella corteja sense èxit el seu amor, mentre que l'Alfirena, que també està enamorada de Florindo, guarda el seu dolor per a ella. Ella vol portar aquest amor per ella mateixa i no gosar atacar la seva virtut.
Quan Daphne i Phoebus es troben, Cupido intervé de nou per dirigir els seus afers amorosos. Es manté amagat i pot seguir com els dos s'apropen. Dafne confessa a Febe que, mentre coneix l'esplendor i l'esplendor del seu poder al cel, als núvols i a la terra, i també sap que li portarà una gran fortuna, ella diu: "Qui s'acosta al foc perd la cara". No obstant això, és conscient que el seu cor s'està fonent i el seu esperit comença a agafar noves brases. Però Phoebus encara no ha guanyat. Ell es consola per un temps posterior, mentre que la Daphne, que es queda sola, li sospesa desesperadament les dues opcions. Alfirena, que encara estima en Florindo, encara sap poc dels fets esmentats anteriorment. Com que en Florindo estima la Daphne, que li havien promès els seus pares, l'Alfirena vol suportar la seva tristesa sola. La Daphne, que s'ha acostat, veu la seva tristesa i, gràcies a això, l'Alfirena s'assabenta ara que el matrimoni previst tindrà lloc l'endemà al matí. Però la inseguretat de la Daphne es nota.

## Tercer acte
A la ferreria del déu del foc Vulcà, rep Cupido i tots dos accepten no donar suport a l'amor de Febe per Dafne, que encara resisteix. Es diu que la fletxa que ha de forjar Vulcano converteix l'amor de Dafne en odi, perquè a cap dels déus li agradaria que Dafne governés des del cel al costat de Febo. Cupido està content que la seva venjança contra Phoebus tingui èxit.
Lycoris visita l'Alfirena quan s'acomiada de la idea d'aconseguir l'afecte de Florindo amb una malenconia mortal, i sospita que l'Alfirena també s'està enamorant de Florindo. En un debat imminent, la Lycoris s'assabenta que té raó, però també admet que estima en Florindo. A causa de la desesperança imminent, tots dos es fan amics.
En Damon troba la seva estimada Lycoris adormida a l'herba. Vol protegir-la i evitar que ningú la faci mal. Arriba en Tyrsis i queda sorprès per la cura vigilada, però també tem els efectes negatius, que finalment arriben tan lluny que en Damon sospita d'una mosca a la cara de Lycoris com un Júpiter transformat que vol refredar la seva "calor calenta". En Damon intenta en va agafar la mosca amb la mà, però en canvi, sense voler, dona un cop de puny a la cara en Lycoris, que salta d'ira. Damon salta darrere d'un arbre en estat de xoc. La Tyrsis intenta calmar la Lycoris i persuadir-lo perquè mostri a en Damon algunes paraules i gestos amables. Probablement està content amb això.
Comença la festa de noces d'en Florindo i la Daphne. Apareixen Alfirena, Galathea, Tyrsis, Lycoris i tot el cor de pastors. En Florindo continua saludant la multitud de nimfes. Fins i tot Febus baixa del cel i és celebrat per la festa del casament. Amb aquest final enganyosament feliç es tanca la primera part de la doble òpera Florindo i Daphne.

## Música

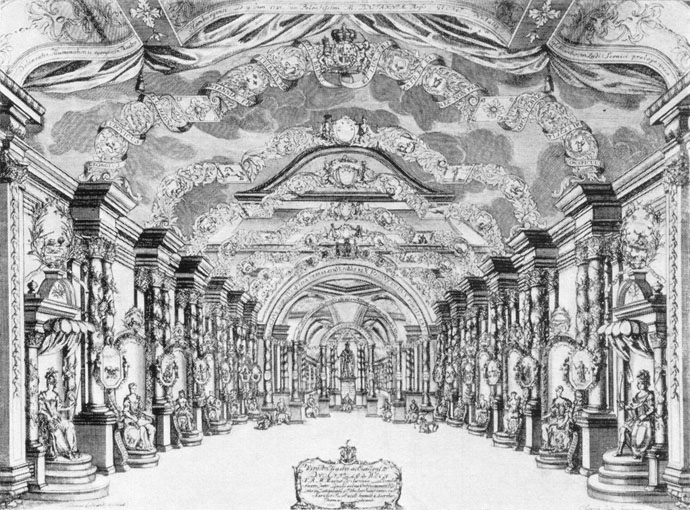
Escenari del Theater am Gänsemarkt. Gravat de Thomas Lediard, 1724

Les partitures d'ambdues òperes es van perdre. Es pot suposar que Händel havia deixat els seus autògrafs a Hamburg, ja que òbviament hi havia l'esperança que encara s'hi representarien. Però probablement allà no estaven en bones mans. El mateix Händel disposava d'una excel·lent biblioteca de referència de les seves pròpies obres des de la seva estada a Itàlia, de manera que si mai s'hagués endut una còpia amb ell, probablement aquestes partitures s'haurien conservat per a nosaltres d'aquesta manera. No obstant això, la declaració del cantant Johann Konrad Dreyer, que després de la marxa de Keiser (setembre de 1706) era un llogater conjunt del teatre de l'òpera i, per tant, era responsable de la seva continuïtat en funcionament, no aporta una bona llum sobre les dificultats de reiniciar les obres del teatre. Emmagatzematge segur de la partitura a l'òpera:
| « | “Com que s'havia de fer l'inici de la representació d'òpera, totes les partitures estaven amagades. Així que vaig agafar primer Salomó i després Nabucodonosor i vaig buscar la partitura del mateix a les parts individuals. Tan bon punt els propietaris de les partitures completes ho van veure, poc a poc van aparèixer alguns altres". | » |

– Johann Konrad Dreyer: Base d'una porta honorífica. Hamburg 1740.
Només a la "Newman Flower Collection" de la "Manchester Central Library" i a la "Aylesford Collection de la British Library" es van poder demostrar les restes supervivents de les dues òperes per David R. B. Kimbell, Winton Dean i Bernd Baselt.
Les peces instrumentals de la "Newman Flower Collection", que han sobreviscut en cinc moviments, no reprodueixen ni les parts vocals ni els inicis del text. No obstant això, estan marcats "Florindo del Sigr. G.F. Händel". Tanmateix, ja no es pot determinar amb certesa quins textos dels dos llibrets s'ajusten a les melodies supervivents. Pel que fa al ritme, la distribució del text i la declamació, es tenen en compte diversos textos d'ària.
Els dotze moviments instrumentals (HWV 352-354) de la Col·lecció Aylesford (que Charles Jennens havia realitzat) també són probablement fragments de les dues òperes perdudes. Van ser copiats en una antologia al voltant de 1728 pel secretari menor de Händel, el clavecinista John Christopher Smith jun., i un escriba anònim. Aquests balls formen tres suites senzilles que coincideixen amb el to, cadascuna de les quals consta de quatre moviments. Sabem pels llibrets supervivents que la proporció de moviments de ballet en ambdues òperes era relativament gran. Per tant, és obvi que aquestes suites són probablement una recopilació de moviments corals i de ballet d'ambdues òperes.
També és probable que l'obertura en si bemoll major (HWV 336) que Händel pretenia utilitzar per a Il trionfo del Tempo e del Disinganno i que Arcangelo Corelli va rebutjar com a "massa francesa" fos originàriament l'obertura de The Happy Florindo. Així, sobreviurien 18 números musicals (encara que no complets) d'ambdues òperes.

## Èxit i crítica
L'amic, mecenes i rival de Händel a Hamburg, Johann Mattheson, cantant, compositor, empresari i estudiós de la música, va escriure sobre l'òpera doble:
| « | "L'any 1708 [1706!] va fer tant a Florindo com a Daphne, que, però, no volien arribar a Almira". | » |

– Johann Mattheson: Base d'una porta d'honor. Hamburg 1740.